# 伊科田海
伊科田海（いかだ かい 9月22日 - ）は、日本の漫画家。北海道北見市出身。増田海名義でも活動していた。

## 経歴
幼いころより絵を描くのが好きで、「明確なきっかけはないですが、ものすごく漠然と『自分は漫画家になるんだろうな』と思っていた」という。高校まで北見で過ごし、その後札幌市で創作活動を行う。
2016年、増田海名義で「FALL OUT」で第1回「3誌合同新人まんが賞NEXT CHAMPION」新人大賞を受賞。同年、『週刊少年チャンピオン』（秋田書店）で『PSYCHO LOAD』を短期集中連載。2017年から2018年にかけて『GREAT OLD〜ドラゴンの創り方〜』を連載（全3巻）。
締め切り直前に2018年度ジャンプスカウトキャラバンの存在を知り、5日で『インスタントギャルメンコちゃん』を描き上げて出張編集部に投稿する。同作はキャラバンカップ北海道代表を受賞し、読切版『道産子ギャルはなまらめんこい』の前身となった。
2019年1月、「年末年始!過去最多!史上最強!ジャンプ+読切祭23連弾」の第4弾として読切版『道産子ギャルはなまらめんこい』が掲載された。好評だったことから連載化が決定し、『少年ジャンプ+』（集英社）2019年9月4日より連載され、2024年9月11日に連載を終了することが告知された。

## 人物
漫画家としての今後の目標は「生涯100冊の漫画を出版」することと語っている。

## 作品リスト

### 漫画作品

#### 連載
- PSYCHO LOAD（『週刊少年チャンピオン』2016年52号[3] - ） - 短期集中連載。
- GREAT OLD〜ドラゴンの創り方〜（『週刊少年チャンピオン』2017年43号 - 2018年17号）
- 道産子ギャルはなまらめんこい（『少年ジャンプ+』2019年 - 2024年）

#### 読み切り
- FALL OUT（2016年） - 第1回「3誌合同新人まんが賞NEXT CHAMPION」新人大賞受賞。増田海名義[3]。
- インスタントギャルメンコちゃん（2018年） - 2018年キャラバンカップ北海道代表受賞。『道産子ギャルはなまらめんこい』の前身で、単行本13巻に併録。
- 道産子ギャルはなまらめんこい（『少年ジャンプ+』2019年1月） - 連載版0話。単行本1巻に収録。
- 彼女はみずみずしい（『少年ジャンプ+』2019年2月18日）
- 主人公への道のり＠泉ひかり（原作：サクライタケシ、『少年ジャンプ+』2019年6月27日） - 作画担当。TikTokとのコラボキャンペーン。

### 書籍
- 『GREAT OLD〜ドラゴンの創り方〜』秋田書店〈少年チャンピオン・コミックス〉、全3巻
  1. 2018年2月8日発売[7]、ISBN 978-4-253-21636-4
  2. 2018年4月6日発売、ISBN 978-4-253-21637-1
  3. 2018年5月8日発売、ISBN 978-4-253-21638-8
- 『道産子ギャルはなまらめんこい』集英社〈ジャンプ・コミックス〉2019年 - 2024年、全14巻

### その他
- あまサドアンソロジー（アンソロジーコミック、2024年）イラスト[8]